# Invincible (canção de Muse)
"Invincible" é uma canção da banda inglesa de rock alternativo Muse sendo a sexta faixa do álbum Black Holes & Revelations. A música foi liberada como single no Reino Unido em 9 de abril de 2007. A canção chegou a 21ª posição em 15 abril, se tornando o único single de Black Holes and Revelations a não ficar no Top 20 da Inglaterra. Matthew Bellamy, o vocalista da banda, disse que "Heroes" de David Bowie foi uma grande influência para esta canção.

## Faixas
Todas as músicas compostas por Muse.
| Promo CD |                                  |         |  |
| N.º      | Título                           | Duração |  |
| 1.       | "Invincible" (versão de radio)   | 4:10    |  |
| 2.       | "Invincible" (versão de estudio) | 5:00    |  |

| 7" vinil |              |         |  |
| N.º      | Título       | Duração |  |
| 1.       | "Invincible" | 4:10    |  |
| 2.       | "Glorious"   | 4:38    |  |

| CD  |                                                  |         |  |
| N.º | Título                                           | Duração |  |
| 1.  | "Invincible"                                     | 4:10    |  |
| 2.  | "Knights of Cydonia" (Simian Mobile Disco Remix) |         |  |

| DVD |                                  |         |  |
| N.º | Título                           | Duração |  |
| 1.  | "Invincible" (versão de estudio) | 4:32    |  |
| 2.  | "Invincible" (video)             | 4:32    |  |
| 3.  | "Invincible" (Ao vivo de Milão)  | 5:27    |  |

## Paradas Musicais
| Chart (2007)     | Melhor Posição |
| ---------------- | -------------- |
| UK Singles Chart | 21             |